# Tvåpunktsfördelning
En tvåpunktsfördelning är inom matematiken (sannolikhetsteorin) en fördelning hos en stokastisk variabel som bara kan anta två olika värden, säg a och b med sannolikheten p respektive q = 1 - p. Det är den enklaste icke-triviala fördelningen. 
Ett specialfall av tvåpunktsfördelningen är Bernoullifördelning, som motsvarar en tvåpunktsfördelning med a=1 och b=0. Binomialfördelningen är sedan summan av n stycken Bernoullifördelningar.